# Himmel, A... und Zwirn
Himmel, A… und Zwirn ist ein Kartenspiel des deutschen Spieleautors Klaus Kreowski aus dem Jahr 2010, das im Jahr seiner Veröffentlichung bei der Verleihung des À-la-carte-Kartenspielpreises von Fairplay den sechsten Platz belegte. Das Spiel ist für drei bis sechs Spieler ab acht Jahren konzipiert. Eine Spielrunde dauert etwa 15 Minuten.

## Spielmaterial
Die Spielschachtel beinhaltet neben der Spielanleitung 70 Zahlenkarten, 15 Sonderkarten, eine Pfeilkarte und eine Markerkarte.
- Die Zahlenkarten weisen ganzzahlige Werte von eins bis siebzig auf, wobei jede Zahl im gesamten Kartensatz nur einmal vorkommt.[1]
- Unter den Sonderkarten befinden sich sechs Richtungswechsel-Karten, fünf Diebstahl-Karten und vier Karten mit der Aktion „Zielkarte erhöhen“.[1]
- Die Pfeilkarte wird zur Markierung der Spielrichtung eingesetzt, da sich diese durch den Einsatz von Richtungswechsel-Karten im Spielverlauf ändern kann.[1]
- Die Markerkarte dient der Kennzeichnung des Kartenstapels, den ein Spieler ziehen muss, falls er keine Karte von seiner Hand ausspielen kann.[1]

## Spielablauf
In Himmel, A… und Zwirn müssen die Spieler abwechselnd Karten auf zwei Ablagestapel ausspielen. Dabei versuchen sie, in jedem Zug in der Lage zu sein, Karten abzulegen, um möglichst wenige Minuspunkte im Spielverlauf anzuhäufen. Spieler, die nicht legen können, müssen einen der beiden ausliegenden Ablagestapel ziehen und als „Misthaufen“ vor sich ablegen. Nach Spielende werden die Karten auf dem Misthaufen jedes Spielers gezählt, wobei die Kartenanzahl der Anzahl an Minuspunkten eines jeden Spielers entspricht.
Zu Spielbeginn werden alle Zahlenkarten und Sonderkarten zusammen gemischt. Der gemischte Kartenstapel wird verdeckt in der Tischmitte platziert und dient als Nachziehstapel. Anschließend zieht jeder Spieler fünf Karten vom Stapel und nimmt sie auf die Hand. Zwei weitere Karten werden als Zielkarten gezogen und offen nebeneinander auf dem Tisch ausgelegt. Ihre Zahlen geben die oberen Grenzwerte der beiden Ablagestapel an. Die Markerkarte wird zur Kennzeichnung des Ablagestapels, der im Spielverlauf zuerst gezogen werden muss, über die zuerst gezogene Zielkarte gelegt. Die Pfeilkarte wird vor dem Startspieler platziert und im Uhrzeigersinn ausgerichtet.
Der Spieler, der am häufigsten flucht, beginnt und spielt die erste Karte aus. Anschließend geht es im Uhrzeigersinn weiter, insofern unmittelbar nach Spielbeginn kein Richtungswechsel eingeleitet wird.
Der Spieler, der an der Reihe ist, kann in seinem Zug immer zwischen zwei Optionen wählen. Er kann entweder eine Handkarte ausspielen (Option 1) oder den Ablagestapel und die Zielkarte ziehen, welche durch die Markerkarte gekennzeichnet werden (Option 2). Für gewöhnlich entscheidet sich ein Spieler immer für das Ausspielen einer Handkarte, wenn er eine passende Karte besitzt, da mit dem Ziehen des Ablagestapels die Anrechnung von Minuspunkten einhergeht.
Entscheidet sich der Spieler für Option 1 (Handkarte ausspielen), kann er entweder eine passende Zahlenkarte auf einen der beiden Ablagestapel ausspielen, die sich unterhalb der ihnen zugeordneten Zielkarten befinden, oder eine Sonderkarte aus seiner Hand einsetzen. Anschließend füllt er seine Handkarten wieder auf fünf auf, indem er so viele Karten wie nötig vom Nachziehstapel nachzieht und auf die Hand nimmt.
- Eine Zahlenkarte darf nur dann auf einem Ablagestapel platziert werden, wenn ihr Wert kleiner ist als der Zahlenwert der Zielkarte, aber größer ist als der Wert der obersten Karte auf dem Ablagestapel. Liegt noch keine Karte auf dem Ablagebereich unterhalb einer Zielkarte aus, so gibt es auch keinen unteren Grenzwert.[1]
- Eine Sonderkarte kann beim Ausspielen einen bestimmten Effekt hervorrufen. Im Spiel gibt es insgesamt drei Arten von Sonderkarten mit jeweils unterschiedlichen Effekten. Nachdem eine Sonderkarte eingesetzt wurde, muss diese auf dem eigenen „Misthaufen“ abgelegt werden. Die Misthaufen der Spieler stellen ihre Minuspunkte-Kartenstapel dar und liegen offen vor ihnen aus. Jede Karte aus diesem Stapel entspricht nach Spielende einem Minuspunkt.[1]
  - Richtungswechsel-Karte: Beim Ausspielen dieser Karte verändert sich die Spielrichtung. Zur Kennzeichnung des Effekts wird die Pfeilkarte in die entgegengesetzte Richtung gedreht, also der neuen Spielrichtung entsprechend angepasst.[1]
  - Diebstahl-Karte: Beim Ausspielen dieser Karte muss der Spieler eine Handkarte von einem beliebigen Mitspieler stehlen. Die Auswahl der zu stehlenden Karte erfolgt zwar durch den Spieler, jedoch darf er vorher nicht die Handkarten seines Mitspielers durchsehen. Welche der fünf Handkarten gestohlen wird, hängt daher vor allem vom Zufall ab. Der bestohlene Mitspieler zieht im Anschluss sofort eine neue Karte vom Nachziehstapel nach.[1]
  - Aktionskarte „Zielkarte erhöhen“: Beim Ausspielen dieser Karte muss der Spieler eine der beiden Zielkarten erhöhen, indem er eine Zahlenkarte aus seiner Hand auf einer Zielkarte ablegt. Damit ein Spieler diese Sonderkarte ausspielen darf, muss er eine Zahlenkarte besitzen und anschließend verwenden, deren Zahlenwert größer ist als jener der gewählten Zielkarte.[1]

Entscheidet sich der Spieler für Option 2 (Ablagestapel ziehen), so muss er den durch die Markerkarte gekennzeichneten Ablagestapel und die dazugehörige Zielkarte nehmen und auf seinen Misthaufen legen. Anschließend verschiebt er die Markerkarte zum zweiten, noch nicht gezogenen Ablagestapel und sucht aus seinen Handkarten eine Zielkarte für den neuen Ablagestapel aus. Abschließend füllt der Spieler seine Handkarten wieder auf fünf auf, indem er eine neue Karte vom Nachziehstapel zieht.

## Spielende
Nachdem der Nachziehstapel aufgebraucht wurde, dauert das Spiel so lange an, bis die Karten des markierten Ablagestapels von einem Spieler gezogen und auf seinen Misthaufen gelegt wurden. Anschließend werden die Minuspunkte aller Spieler gezählt, die verbleibenden Handkarten werden dabei nicht berücksichtigt. Es gewinnt der Spieler, der im Spielverlauf am wenigsten Minuspunkte gesammelt hat.